# A Skateboard Party
A Skateboard Party – czwarty album zespołu Dead Kennedys nagrany 13 grudnia 1982 roku podczas koncertu zespołu w Monachium w Niemczech. Został wydany przez firmę Alternative Tentacles w sierpniu 1983.

## Lista utworów
1. The Man with the Dogs
2. Forward to Death
3. Kepone Factory
4. Life Sentence
5. Trust Your Mechanic
6. Moral Majority
7. Forest Fire
8. Winnebago Warrior
9. Police Truck
10. Bleed for Me
11. Holiday in Cambodia
12. Let's Lynch the Landlord
13. Chemical Warfare
14. Nazi Punks Fuck Off!
15. We've Got a Bigger Problem Now
16. Too Drunk to Fuck
17. Kill the Poor

## Muzycy
- Jello Biafra – wokal
- East Bay Ray – gitara, producent
- Klaus Flouride – gitara basowa, wokale, trąbka
- D.H. Peligro – perkusja
- Oliver Dicicco – inżynier